# Hội chứng DiGeorge
Hội chứng DiGeorge, còn được gọi là hội chứng mất đoạn 22q11.2, là một hội chứng gây ra bởi việc mất đoạn một đoạn nhỏ của nhiễm sắc thể 22. Mặc dù các triệu chứng có thể khác nhau, chúng thường bao gồm các vấn đề về tim bẩm sinh, các đặc điểm trên khuôn mặt, nhiễm trùng thường xuyên, chậm phát triển, các vấn đề về học tập và hở hàm ếch. Các chứng bệnh liên quan bao gồm các vấn đề về thận, mất thính giác và các rối loạn tự miễn dịch như viêm khớp dạng thấp hoặc bệnh Graves.
Hội chứng DiGeorge thường là do việc xóa 30 đến 40 gen ở giữa nhiễm sắc thể 22 tại một vị trí được gọi là 22q11.2. Khoảng 90% trường hợp xảy ra do một đột biến mới trong quá trình phát triển sớm, trong khi 10% được thừa hưởng từ cha mẹ của người bệnh. Chứng bệnh này mang tính trội hoàn toàn, có nghĩa là chỉ cần một nhiễm sắc thể bị ảnh hưởng để bệnh xảy ra. Chẩn đoán được nghi ngờ dựa trên các triệu chứng và được xác nhận bằng xét nghiệm di truyền.
Mặc dù không có cách chữa trị, điều trị có thể cải thiện triệu chứng. Điều này thường bao gồm một cách tiếp cận đa ngành với những nỗ lực cải thiện chức năng của nhiều hệ thống cơ quan có liên quan. Kết quả lâu dài phụ thuộc vào các triệu chứng hiện tại và mức độ nghiêm trọng của các vấn đề về tim và hệ miễn dịch. Với điều trị, tuổi thọ bệnh nhân có thể đạt mức bình thường.
Hội chứng DiGeorge xảy ra ở khoảng 1 trên 4.000 người. Hội chứng được mô tả lần đầu tiên vào năm 1968 bởi bác sĩ người Mỹ Angelo DiGeorge. Cuối năm 1981, cơ chế di truyền cơ bản đã được xác định.